# Alfred Kleiner
Alfred Kleiner (sinh ngày 24 tháng 4 năm 1849 - mất ngày 3 tháng 7 năm 1916) là một nhà vật lý Thụy Sĩ và là Giáo sư Vật lý thực nghiệm tại Đại học Zürich. Ông là cố vấn tiến sĩ của Albert Einstein hoặc là Doktorvater. Ban đầu, cố vấn của Einstein là Heinrich F. Weber. Tuy nhiên, trong việc hợp tác với nhau có rất nhiều khó khăn, nên Einstein đã chọn để chuyển sang Kleiner.

## Giáo dục
Ông nhận bằng tiến sĩ năm 1874 tại Đại học Zurich, cho luận án của ông mang tên Zur Theorie der intermittirenden Netzhautreizung (Trên lý thuyết kích thích võng mạc liên tục), dưới sự giám sát của Johann Jakob Müller.

## Nghề nghiệp
Alfred Kleiner là giáo sư vật lý tại Đại học Zurich. Ông cũng giữ nhiều vị trí và danh hiệu khác trong suốt sự nghiệp của mình, bao gồm: Privatdozent (Giảng viên tư) vào năm 1870, Außerordentlicher Professor (Phó giáo sư) vào năm 1880, Ordentlicher Professor (Giáo sư chính thức) vào năm 1885, Rektor (Thủ tướng) từ năm 1908 đến năm 1910, Honorarprofessor (Giáo sư danh dự) vào năm 1915, và Privatdozent từ năm 1875 đến năm 1885 tại Swiss Federal Institute of Technology, còn được gọi à Eidgenössische Technische Hochschule Zürich hoặc ETH ("Polytechnikum", cũng tại Zurich).
Vào đầu những năm 1890, Ông cùng với sinh viên của ông là Fritz Laager và Theordor Erismann đã tiến hành các thí nghiệm để xác định if changes xem những thay đổi về lực hấp dẫn có thể gây ra bởi che chắn hay không. Không có hiệu ứng lớn hơn lỗi thực nghiệm đã được quan sát. Kleiner công bố kết quả của mình vào năm 1905, Laager vào năm 1904, và Erismann vào năm 1908 và 1911. Công trình của họ là đông lực cho các bài báo của Louis Winslow Austin và Charles Burton Thwing.

## Einstein và Kleiner
Cuộc tranh luận giữa Einstein với Paul Drude diễn ra vào giữa năm 1901. Do đó vào thời điểm này, Einstein đã chuyển từ Weber sang Kleiner và thay đổi chủ đề luận án của ông từ nhiệt điện sang động học phân tử.
Cho đến năm 1909, ETH không được phép cấp bằng tiến sĩ, do đó một sự sắp xếp đặc biệt cho phép sinh viên ETH có được bằng tiến sĩ từ Đại học Zurich. Vào thời điểm đó, Vào thời điểm đó, hầu hết các luận văn về vật lý của sinh viên ETH đều được thực hiện dưới sự giám sát của H.F Weber, giáo viên cũ của Einstein tại Polytechnikum. The Đại học Zurich chỉ có một chức vụ về vật lý, được tổ chức bởi Alfred Kleiner. Nghiên cứu chính của ông tập trung về việc đo lường các công cụ, nhưng ông cũng quan tâm đến nền tảng vật lý.
Trong lá thư ông gửi tới Mileva Maric, Einstein lưu ý các cuộc thảo luận thường xuyên mà ông đã có với Kleiner về một loạt các chủ đề. Vào ngày 19 tháng 12 năm 1901, Einstein viết cho Marić rằng ông:
"đã dành toàn bộ buổi chiều với Kleiner ở Zurich và giải thích ý tưởng của tôi về điện động lực của các cơ quan chuyển động cho anh ta.... Anh ấy khuyên tôi nên xuất bản ý tưởng của tôi về lý thuyết điện từ ánh sáng để di chuyển cơ thể cùng với phương pháp thử nghiệm. phương pháp thử nghiệm được tôi đề xuất là đơn giản nhất và phù hợp nhất có thể hiểu được.... Tôi chắc chắn sẽ viết bài báo trong vài tuần tới. "
Einstein cũng chỉ cho Kleiner luận án tiến sĩ luận đầu tiên của mình vào tháng 11 năm 1901. Tuy nhiên, Einstein đã rút luận án của mình vào tháng 2 năm 1902. ột năm sau, ông cân nhắc việc lên kế hoạch lấy bằng tiến sĩ và nói với người bạn của ông, Michele Besso rằng "toàn bộ kịch đã trở thành mệt mỏi với tôi. "
Vào tháng 3 năm 1903 Einstein đã đổi ý. Thật vậy, một bức thư gửi cho Besso chứa một số ý tưởng chính của luận án năm 1905. Kleiner tất nhiên làmột trong hai nhà phê bình giảng viên của luận án, được Einstein trình lên Đại học vào ngày 20 tháng 7 năm 1905. Luận án của Klein rất tích cực: các lập luận và tính toán được thực hiện là một trong những khó khăn nhất trong thủy động lực học." Các nhà phê bình khác, Heinrich Burkhardt, Giáo sư Toán học tại Đại học, nói thêm: "phương thức điều trị chứng tỏ sự thành thạo cơ bản của các phương pháp toán học có liên quan."
Trong tiểu sử của ông về Einstein, Carl Seelig đã viết: "Einstein sau đó đã cười khi kể lại rằng luận án của ông lần đầu tiên được Kleiner trả lời với nhận xét rằng nó quá ngắn. Sau khi ông ta thêm một câu, nó đã được chấp nhận mà không bình luận thêm."
Các bài báo vật lý thống kê trước đó của Einstein (từ năm 1902 đến 1904) đã phát triển nền tảng của một phương pháp lý thuyết mà ông áp dụng cho các vấn đề cụ thể vào năm 1905 và những năm tiếp theo. Cách tiếp cận của ông kết hợp hoài nghi về cơ học cổ điển với niềm tin vững chắc vào phân tử và niềm tin vào các nguyên tắc thống kê. Tuy nhiên, luận án tiến sĩ của Einstein không tuân theo phương pháp thống kê này. Người ta đã lập luận rằng Einstein đã tránh được những ý tưởng lý thuyết của riêng mình để giành được sự chấp thuận của cố vấn tiến sĩ của ông, Alfred Kleiner.
Vào năm 1905, Einstein lấy bằng tiến sĩ từ Đại học Zurich dưới sự chỉ đạo của Alfred Kleiner, với luận án mang tên Eine neue Bestimmung der Moleküldimensionen (Một sự xác định mới về kích thước phân tử). Sau khi Einstein kết thúc một bài giảng năm 1909 tại Đại học Zurich về điện động lực học và thuyết tương đối, Ađề xuất khả năng của một vị trí tại Đại học Einstein và đề nghị ông cho một chức giáo sư mới được tạo ra trong vật lý lý thuyết. Vào ngày 7 tháng 5 năm 1909, Regierungsrat des Kantons Zürich đã chỉ định Einstein làm phó giáo sư từ ngày 15 tháng 10 năm 1909, với mức lương 4.500 Franc Thụy Sĩ mỗi năm.

## Website chính thức
- Einstein's dissertation
- Alfred Kleiner tại Dự án Phả hệ Toán học
- Kleiner on Einstein archive Lưu trữ ngày 4 tháng 10 năm 2009 tại Wayback Machine
- Letter from Sommerfeld to Kleiner